# Marco Polo (chanson de Bow Wow)
Pour les articles homonymes, voir Marco Polo (homonymie).
Singles de Bow Wow
Hey Baby (Jump Off) Roc The Mic
(2009)
Marco Polo est un single sorti en 2008 par le rappeur Bow Wow en collaboration avec Soulja Boy qui est également à la production. Ce titre était à l'origine un single de promotion pour l'album Pedigree de Bow Wow rebaptisé par la suite New Jack City II et qui fut retiré du tracklisting final du fait d'un contentieux entre les deux rappeurs.
Il est tout de même disponible sur la version Wal-Mart de l'album New Jack City II avec 2 autres titres bonus.